# Classe Casaregis
La Classe Casaregis fu una serie di due turbonavi da carico, Casaregis e Caffaro, costruite nel 1924 dai cantieri Ansaldo per la Transatlantica Italiana. Affondarono entrambe nel 1941 in seguito ad attacchi aerei.

## Caratteristiche
La Casaregis e la Caffaro erano due unità da carico di circa 6 500 tonnellate di stazza (6 485 la Casaregis e 6 476 la Caffaro) Disponevano di quattro stive per complessivi 13 000 metri cubi di volume, oltre di numerosi bighi (sedici da 3 tonnellate di portata, quattro da 5 tonnellate e uno da 15) per il carico e lo scarico delle merci. Le navi erano spinte da un'elica quadripala, collegata tramite riduttore a una turbina a gas dell'Ansaldo a tre stadi da 3 700 cavalli, e raggiungevano una velocità di servizio di 10,5 nodi. Disponevano infine di sei cabine doppie per eventuali passeggeri.

## Servizio
La Casaregis e la Caffaro furono consegnate alla Transatlantica Italiana rispettivamente a ottobre e novembre 1924, venendo messe in servizio su una linea merci per il Centro America e il Sud Pacifico, via canale di Panama, con capolinea a Valparaiso. Nel gennaio 1926 entrambe le unità furono cedute alla neocostituita Compagnia Italiana Transatlantica (CI.TRA.), che a dispetto del nome era attiva sulle linee sovvenzionate per la Sardegna, la Sicilia e le colonie in Africa. Nel 1932 la Caffaro e la Casaregis confluirono, con il resto delle unità della CI.TRA., nella flotta della Tirrenia - Flotte Riunite Florio-CI.TRA.. Tra gennaio e ottobre 1935, in vista della guerra d'Etiopia, il Casaregis fu noleggiato alla Regia Marina insieme ad altre quattro navi della Tirrenia; le cinque unità effettuarono in totale 73 viaggi, trasportando 60 000 uomini e 160 000 tonnellate di materiali. Nel 1936, con la costituzione della Finmare e la conseguente riorganizzazione dei servizi marittimi sovvenzionati, Caffaro e Casaregis furono assegnate al Lloyd Triestino, nella cui flotta entrarono rispettivamente nel febbraio e nel marzo 1937.
Con l'entrata dell'Italia nella seconda guerra mondiale, il 4 luglio 1940 la Caffaro fu requisita dalla Regia Marina, venendo impiegata nei convogli verso la Libia. Incagliatasi a Trapani il 7 marzo 1941 e liberata il giorno seguente, il 12 settembre dello stesso anno la nave fu colpita da aerei britannici mentre era in navigazione tra Napoli e Tripoli. A bordo si sviluppò un incendio, in conseguenza del quale ci fu una violenta esplosione; lo scafo della Caffaro si spezzò e la nave affondò due ore dopo essere stata colpita. La Casaregis fu invece requisita dalla Regia Marina il 17 settembre 1941; il 6 ottobre seguente, mentre era in navigazione da Napoli a Tripoli, fu attaccata da degli aerosiluranti britannici Swordfish, venendo colpita da un siluro all'altezza della stiva 1. Il conseguente incendio a bordo impedì di prendere a rimorchio la Casaregis, che fu quindi affondata dalle navi della scorta per evitare che scarrocciasse fino a Malta.